# Berberodes pohli
Berberodes pohli är en fjärilsart som beskrevs av William Schaus 1927. Berberodes pohli ingår i släktet Berberodes och familjen mätare. Inga underarter finns listade i Catalogue of Life.